# Лижне двоборство на зимових Олімпійських іграх 1972
Змагання з лижного двоборства на зимових Олімпійських іграх 1972 відбулися 4-5 лютого. Розіграно один комплект нагород. У рамках змагань стрибки з трампліна відбулися на стадіоні Міяноморі, а лижні перегони - в Парку Макоманай на околицях Саппоро (Японія).

## Чемпіони та призери

### Таблиця медалей
| Місце              | Країна             | Золото | Срібло | Бронза | Загалом |
| ------------------ | ------------------ | ------ | ------ | ------ | ------- |
| 1                  | НДР                | 1      | 0      | 1      | 2       |
| 2                  | Фінляндія          | 0      | 1      | 0      | 1       |
| Загалом (2 збірні) | Загалом (2 збірні) | 1      | 1      | 1      | 3       |

### Види програми
| Дисципліна             | Золото              | Золото  | Срібло                      | Срібло  | Бронза               | Бронза  |
| ---------------------- | ------------------- | ------- | --------------------------- | ------- | -------------------- | ------- |
| Індивідуальні змагання | Ульріх Велінґ · НДР | 413,340 | Рауно Міеттінен · Фінляндія | 405,505 | Карл-Гайнц Люк · НДР | 398,800 |

## Країни-учасниці
У змаганнях з лижного двоборства на Олімпійських іграх у Саппоро взяли участь спортсмени 14-ти країн.
- Австрія (1)
- Фінляндія (3)
- Франція (1)
- Західна Німеччина (4)
- НДР (4)
- Італія (2)
- Японія (4)
- Норвегія (4)
- Польща (3)
- Швеція (1)
- Чехословаччина (4)
- СРСР (4)
- США (4)
- Югославія (1)